# Rosó
Rosó o Pel teu amor (en castellano, Por tu amor) es una canción catalana estrenada el 21 de diciembre de 1922, con música de José Ribas Gabriel y letra de Miquel Poal i Aregall.
La pieza fue estrenada en el Teatro Tívoli de Barcelona como parte integrante de Pel teu amor, sainete lírico en dos actos, dos cuadros y once números. La obra escénica no tuvo demasiado éxito, y al poco tiempo desapareció de la cartelera. No obstante, el tenor Emili Vendrell i Ibars, quien formaba parte del elenco que estrenó la obra, se fijó en uno de los números (la Cançó d'en Blai; en catalán, Canción de Blai) y lo incorporó a su repertorio personal de canciones. La pieza, también titulada Pel teu amor, pronto obtuvo una popularidad enorme con el nombre de Rosó, hasta llegar a ser una las piezas más conocidas del repertorio lírico en catalán.
Su fulgurante popularidad la puso en el punto de mira de los vanguardistas Salvador Dalí, Sebastià Gasch y Lluís Montanyà, quienes la escarnecieron por su carácter sentimental en su famoso Manifiesto amarillo en 1928. Aun así, la pieza llegó a ser el máximo estándar de la música vocal popular catalana y se ha popularizado en todo el mundo. El nombre Rosó es un hipocorístico del nombre catalán femenino Roser (Rosario).
Después de Emili Vendrell la pieza fue interpretada por multitud de intérpretes como (por orden cronológico aproximado): Gaietà Renom, Emili Vendrell i Coutier (hijo de Emili Vendrell i Ibars), Dyango (1982), José Carreras (1984), Eduard Giménez i Gràcia, Jaume Aragall Alfredo Kraus (1987) o Rolando Villazón (2011).
Mientras las primeras versiones estaban más ligadas a un estilo de canción popular, las interpretaciones del tenor Josep Carreras le añadieron un carácter más operístico y una proyección internacional que favoreció su expansión en todo el mundo y la interpretación por artistas no catalanohablantes. También en los últimos años han surgido versiones en estilos más heterogéneos y personales, como en bolero a cargo de Moncho; una versión pop por Santiago Auserón, haciendo dúo con Marina Rossell (2007), o en estilo Glam rock, a cargo del grupo Obeses, que formaba parte del disco de La Marató de TV3 de 2014.
Ha sido abordada en menor grado por intérpretes femeninas, dado que la composición nació para voz masculina. Aun así, destaca la versión temprana de Conchita Supervía, grabada antes de la Guerra Civil, o la más reciente de Marina Rossell (2002), en un estilo más libre y personal.